# Assizes de Romania
Los Assizes de Romania (en francés: Assises de Romanie), formalmente el Libro de los usos y estatutos del Imperio de Romania (en véneto: Libro de le Uxanze e Statuti de lo Imperio de Romania), es una colección de leyes compiladas en el Principado de Acaya que se convirtió en el código de derecho consuetudinario de los estados de la Grecia franca en los siglos xiii-xv, y continuó en uso ocasional en las Islas Jónicas de Venecia hasta el siglo XVIII.

## Historia
La compilación consta de un prólogo y 219 cláusulas. La historia tradicional del origen del código de leyes, contada en el prólogo, es que el primer emperador latino, Balduino I, lo basó en los Assizes de Jerusalén, pero esto es discutido. La presente colección se compiló en la Morea franca (el Principado de Acaya) entre 1333 y 1346 y se basa en una variedad de tradiciones legales. Los Assizes de Jerusalén se utilizaron en la medida en que, en palabras del medievalista David Jacoby, «[allí] los latinos enfrentaron circunstancias políticas y militares similares a las de Morea, y existieron en un estado virtual de guerra perpetua», pero la colección moreota incorpora también costumbres feudales importadas por los cruzados directamente de Europa Occidental, legislación de Francia y Nápoles, derecho bizantino en materia de sucesiones y derecho agrícola (especialmente en lo que respecta a los siervos o paroicos), así como leyes y decisiones judiciales del Imperio latino y el Principado de Acaya.
Debido a la preeminencia política de Achaea, los Assizes se adoptaron en la mayor parte de la Grecia franca y sobrevivieron por más tiempo en las colonias venecianas en las Islas Jónicas, donde fueron consultados ocasionalmente hasta la disolución de la República de Venecia por Napoleón en 1797. De hecho, los Assizes solo sobreviven en traducciones venecianas que datan de 1423 hasta mediados del siglo XVIII.

## Ediciones
Los diversos manuscritos de los Assizes fueron publicados por primera vez por Paolo Canciani en 1785:
- Canciani, Paolo, ed. (1785). Liber Consuetudinum imperii Romaniae, in Venetorum et Francorum ditionem redacti, concinnatus in usum Principatus Achajae a Serenissima Republica Veneta. Barbarorum leges antiquae III. Venecia. pp. 495-534.

También existen tres ediciones críticas con traducciones al francés, inglés e italiano respectivamente:
- Recoura, Georges, ed. (1930). Les Assises de Romanie: éd. critique avec une introd. et des notes. París: H. Champion. OCLC 2365468.
- Topping, Peter W., ed. (1949). Feudal Institutions as Revealed in the Assizes of Romania: The Law Code of Frankish Greece; Translation of the Text of the Assizes with a Commentary on Feudal Institutions in Greece and Medieval Europe. Filadelfia: University of Pennsylvania Press. OCLC 302644.
- Parmeggiani, Antonella, ed. (1998). Libro dele Uxanze e statuti delo imperio de Romania. Spoleto: Centro italiano di studi sull'alto Medioevo. ISBN 9788879881401. OCLC 42616986.